# Монтаньё (Эн)
Монтаньё (фр. Montagnieu) — коммуна во Франции, находится в регионе Рона — Альпы. Департамент — Эн. Входит в состав кантона Люи. Округ коммуны — Белле.
Код INSEE коммуны — 01255.

## География
Коммуна расположена приблизительно в 420 км к юго-востоку от Парижа, в 50 км восточнее Лиона, в 50 км к югу от Бурк-ан-Бреса.
По территории коммуны протекает река Рона, а также её притоки — Брив (фр. Brive) и Пемаз (фр. Pemaze).

## Климат
Климат полуконтинентальный с холодной зимой и тёплым летом. Дожди бывают нечасто, в основном летом.

## Население
Население коммуны на 2010 год составляло 495 человек.
| 1962 | 1968 | 1975 | 1982 | 1990 | 1999 | 2010 |
| ---- | ---- | ---- | ---- | ---- | ---- | ---- |
| 287  | 306  | 354  | 372  | 356  | 387  | 495  |

## Экономика
В 2010 году среди 309 человек трудоспособного возраста (15—64 лет) 237 были экономически активными, 72 — неактивными (показатель активности — 76,7 %, в 1999 году было 67,1 %). Из 237 активных жителей работали 217 человек (127 мужчин и 90 женщин), безработных было 20 (5 мужчин и 15 женщин). Среди 72 неактивных 17 человек были учениками или студентами, 34 — пенсионерами, 21 были неактивными по другим причинам.

## Фотогалерея

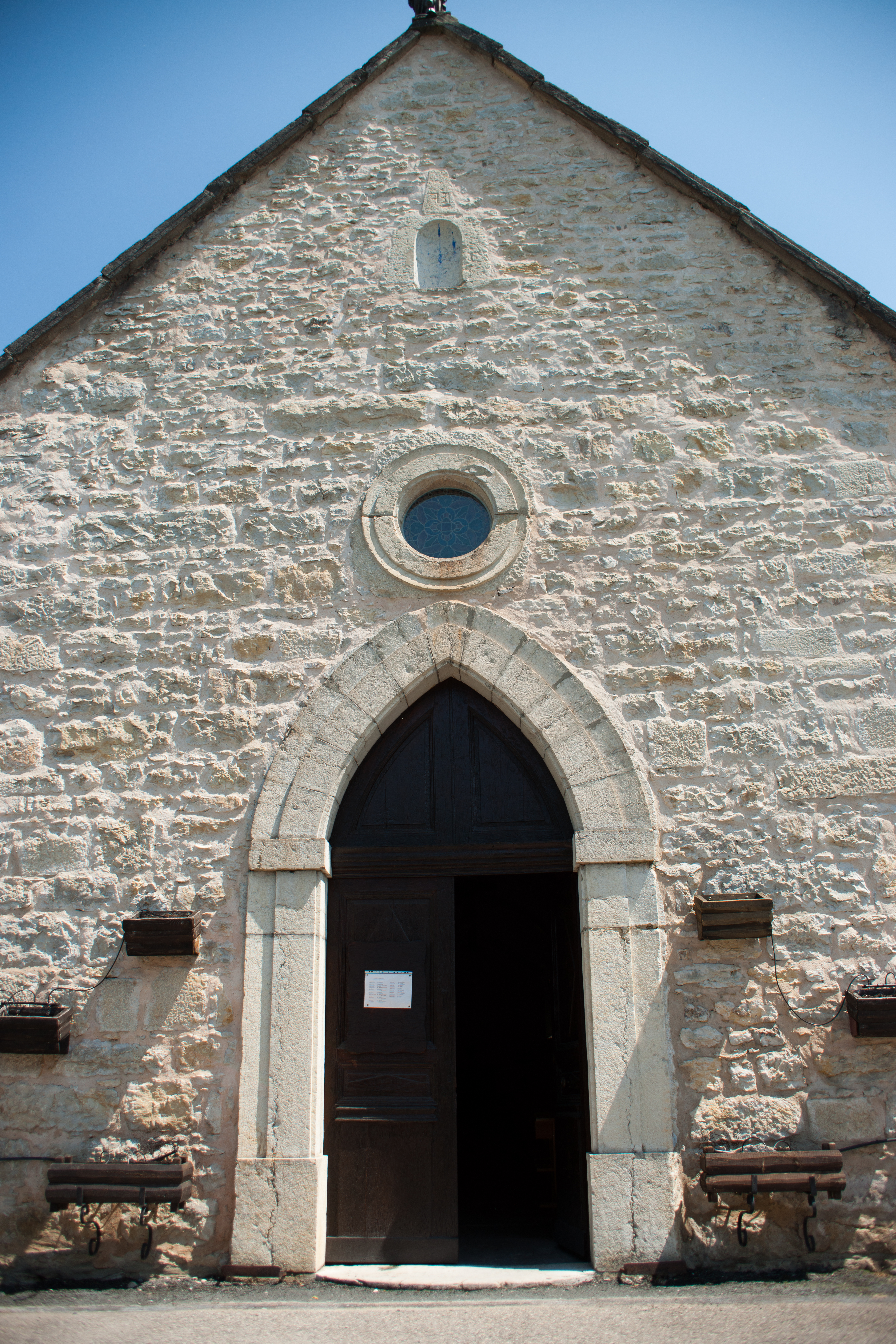
Церковь
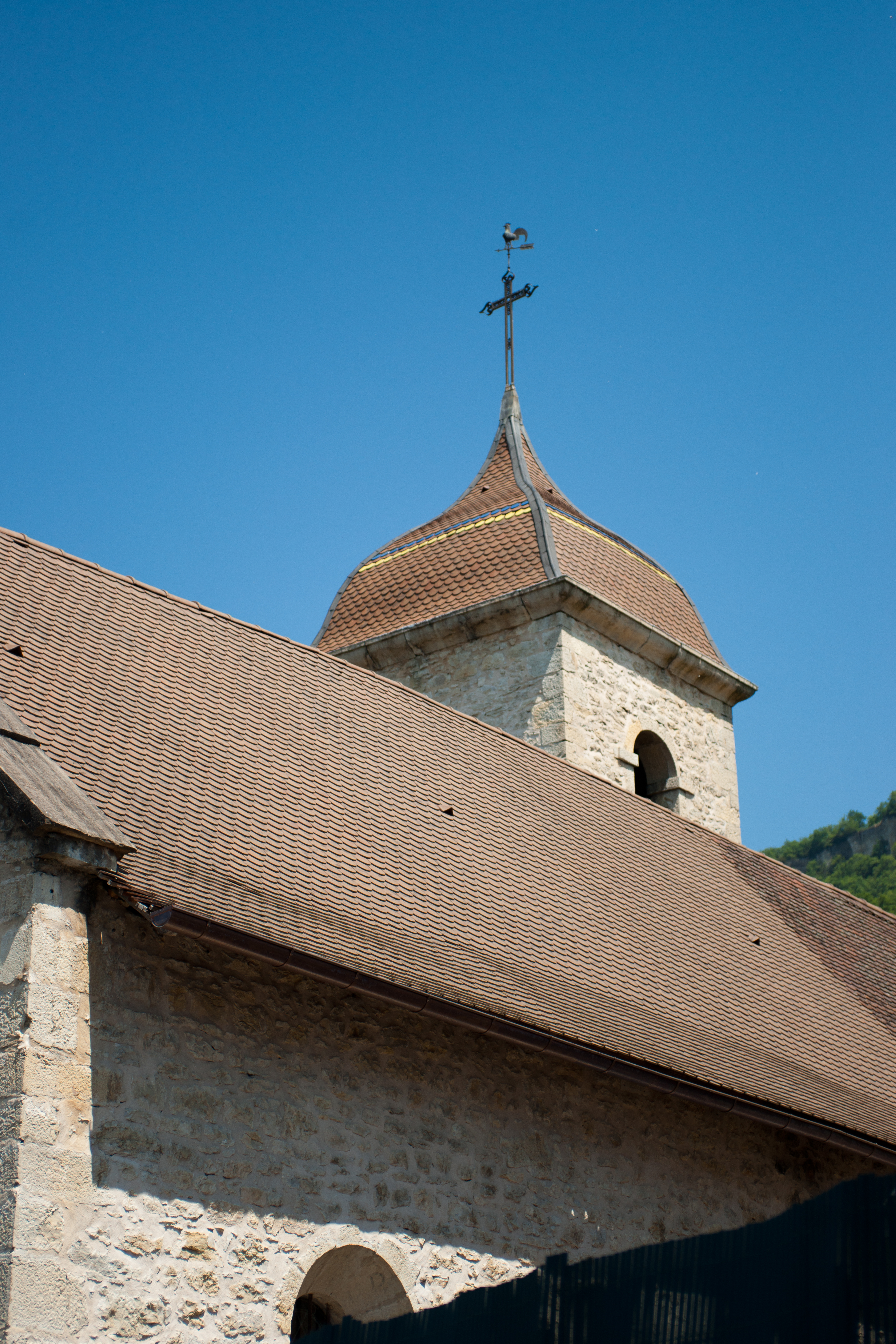
Церковь
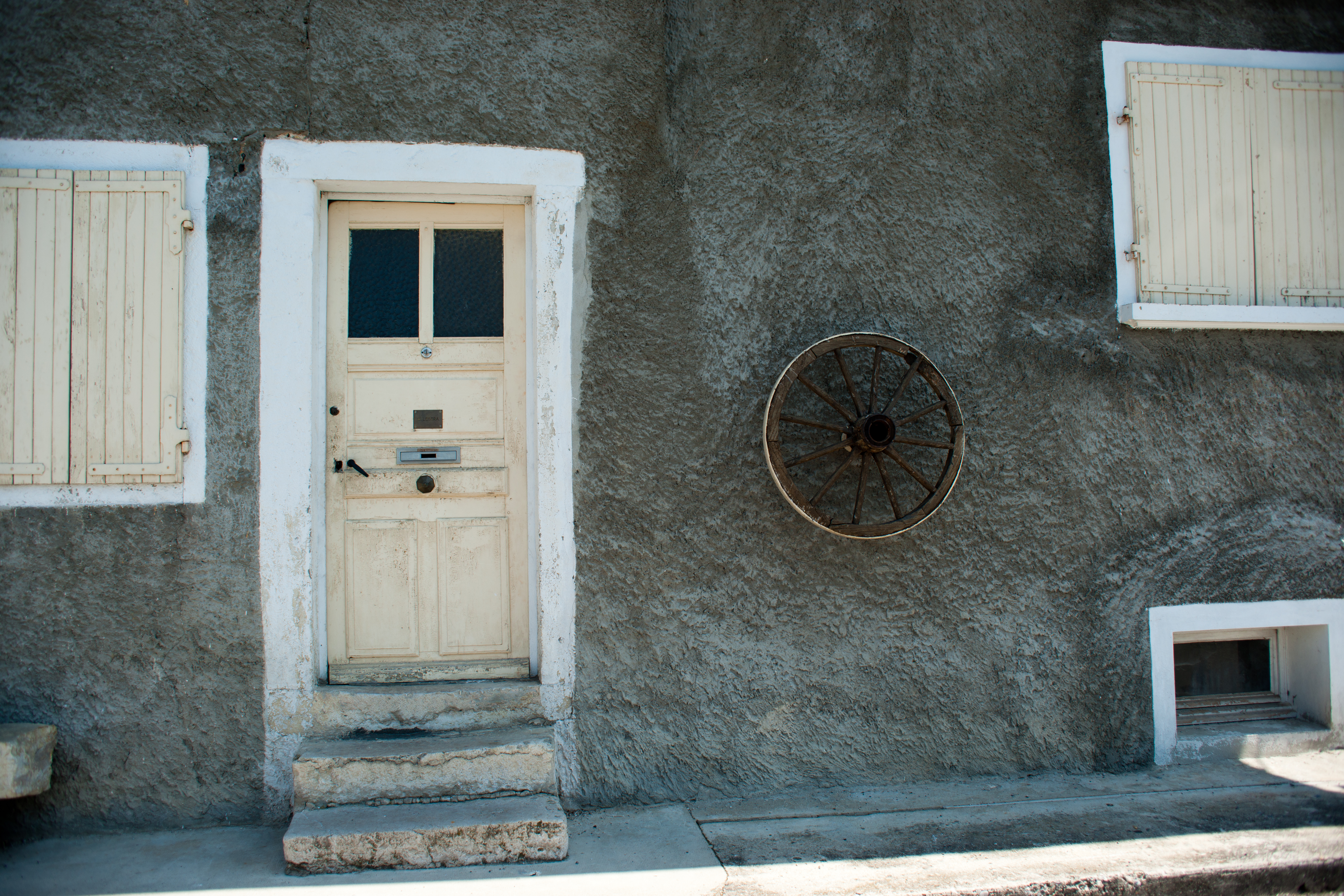
Дом в Монтаньё
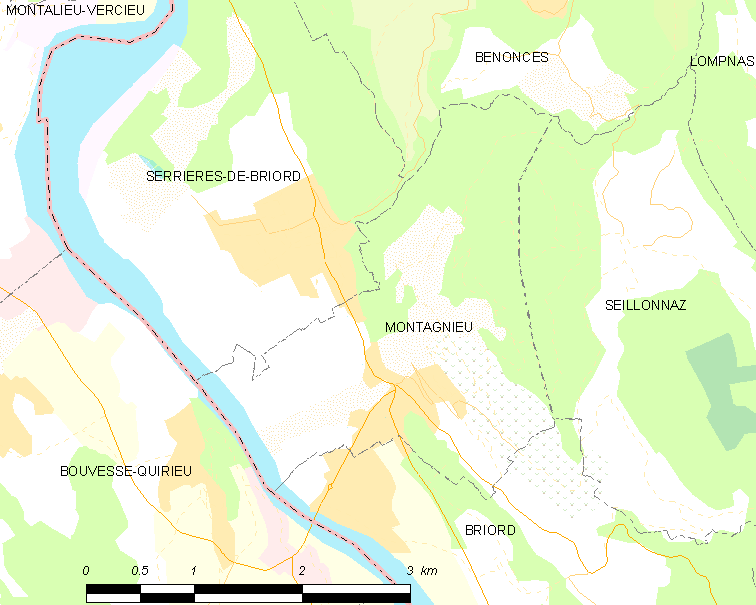
Карта коммуны